# Venkovská usedlost Rohov
Venkovská usedlost Rohov je kulturní památkou lidové architektury, která se nachází v obci Rohov v okrese Opava v Opavské pahorkatině v Moravskoslezském kraji a v Horním Slezsku. Místo není volně přístupné.

## Další informace
Venkovská usedlost Rohov se nachází na adrese Hlavní č.p. 20. Usedlost pochází z roku 1861 a je typickým příkladem historického zděného opavského lidového domu s portikem. K usedlosti patří také výměnek s připojenou hospodářskou částí, stodola a dnes již neexistující kůlna.

## Galerie

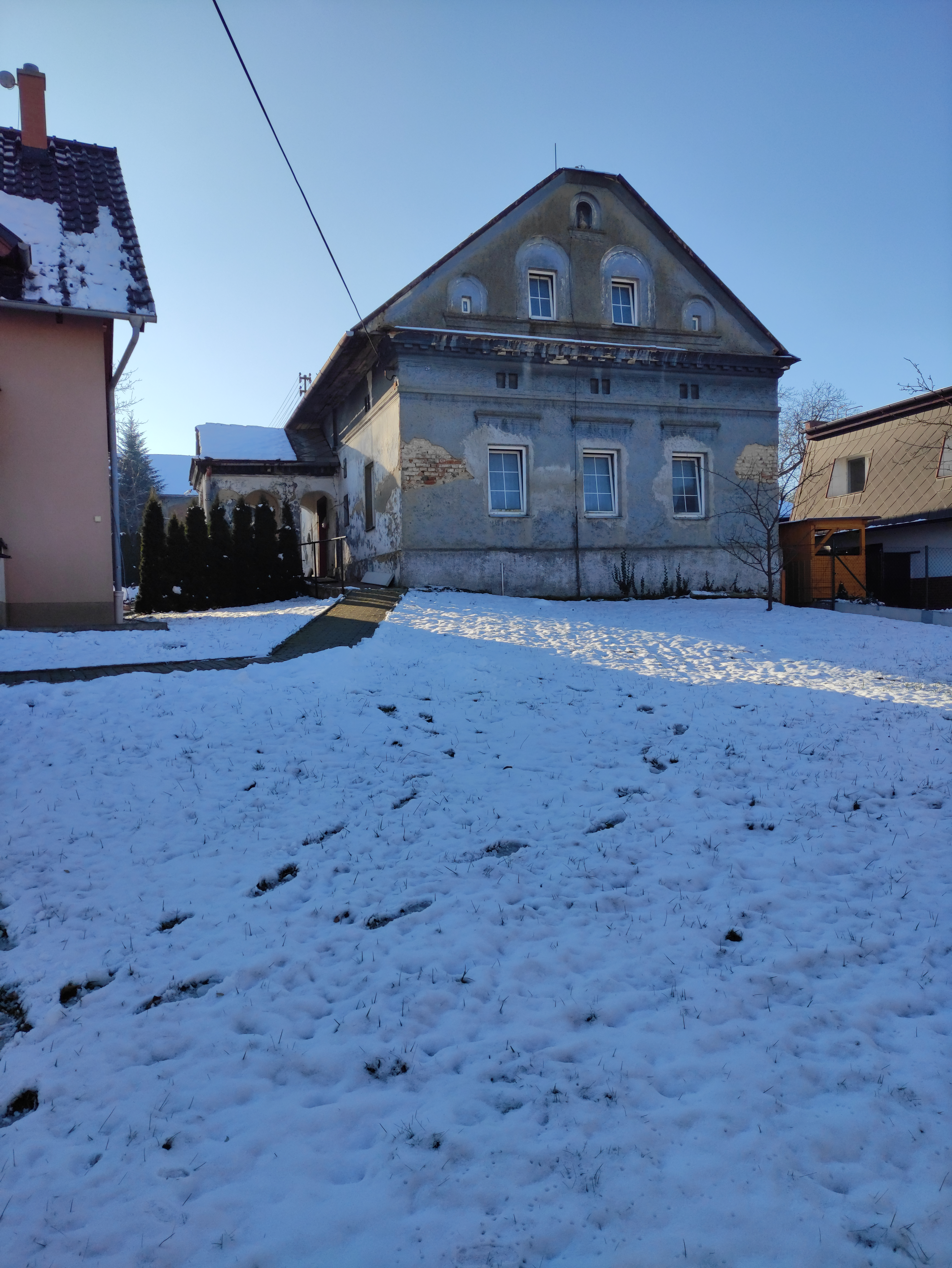
Prosinec 2021